# Epitagma
Epitagma era el cuerpo de tropas de infantería ligera del antiguo ejército griego. Estaba compuesto por 8192 hombres que se destinaba a la tetrafalangarquia o gran falange. 
El epitagma se dividía y subdividía en 2 estifas, 4 epiesenarquias, 8 sistremas, 16 sintagmas, 32 psilarquias, 64 ecatontarquias, 128 pentancontarquias, 256 sistasas, 512 lochos y 1024 dimoerias.